# Pont de la Tosca (Arsèguel)
El Pont de la Tosca és un monument del municipi d'Arsèguel (Alt Urgell) protegit com a bé cultural d'interès local.

## Descripció
El pont de la Tosca es troba a uns tres-cents metres al sud d'Arsèguel i travessa el riu del mateix nom. Forma part del camí, encara transitable a peu, que porta al serrat de Sant Pere, dins del municipi d'Arsèguel, i comunica també amb poblacions com Alàs o Vilanova de Banat. S'hi accedeix per un corriol que comença a l'extrem sud d'Arsèguel a l'anomenada Font Vella.
El pont de la Tosca és d'un sol ull en d'arc de mig punt rebaixat recolzat sobre dos penyals i suspès a una alçada de tres metres sobre el riu. El parament és a base de carreuons toscament desbastats i units amb morter de calç, i dos passamans, concretament de dos pams d'alçada a banda i banda del pas. En un d'ells hi ha la data 1929 que segurament correspon a algun arranjament del pont.
El nom del pont ve de l'abundància d'aquest tipus de pedra en aquest indret. En aquest mateix lloc hi ha el topònim del Molinot, segurament el pont donava servei al transport dels sacs de gra i de farina. Hi ha d'altres llocs propers al molí d'Arsèguel on trobem un pont vinculat amb un molí fariner: Estamariu i Sant Julià de Garrics a La Vansa i Fórnols.
No és fàcil datar el pont, però per la rusticitat de l'aparell no sembla romànic. És possible que fou construït en l'edat moderna.